# Ourse
Ourse – rzeka we Francji, przepływająca przez teren departamentu Pireneje Wysokie, o długości 25,4 km. Stanowi prawy dopływ rzeki Garonny.